# 존 다이
존 다이(John Dye, 1963년 1월 31일 ~ 2011년 1월 10일)는 미국의 배우, 영화 제작자이다.
에이모리에서 태어났으며 샌프란시스코에서 사망하였다. 사인은 고의가 없는(accidental) 급성 메스암페타민 중독이다.

## 출연 작품

### 영화
- Making the Grade (1984)
- 모던 걸즈 (1986, Modern Girls)
- 캠퍼스 맨 (1987, Campus Man)
- 베스트 오브 더 베스트 (1989)
- 철인 무적 (1991)
- Sioux City (1994)
- 뇌정행동 (1995, 雷霆行动)
- Once Upon a Christmas (2000)
- Twice Upon a Christmas (2001)

### 텔레비전
- 더 영 앤 더 레스트리스 (1986)
- 머나먼 정글 (1989-90)
- 천사의 손길 (1994-2003)
- Promised Land (1996-98)